# 꼬막
꼬막(영어: common cockle) 또는 살조개는 돌조개과에 딸린, 바다에서 사는 조개이다. 몸길이는 5cm쯤, 폭은 3.5cm쯤의 둥근 부채꼴이며, 방사륵은 부챗살 모양으로 18개쯤이고 그 위에 결절 모양의 작은 돌기를 나열한다. 9~10월에 산란하며 모래, 진흙 속에 산다. 아시아 연안의 개흙 바닥에 많이 난다. 살은 연하고 붉은 피가 있으며 맛이 매우 좋아 통조림으로 가공하거나 말려서 먹는다. 한국에서는 꼬막을 삶아서 양념에 무쳐먹는데, 쫄깃한 맛이 특징이다. 전라남도 보성군 벌교읍의 특산물이어서, 조정래의 소설 태백산맥에 등장한다. 참고로, 꼬막을 안다미 조개라고도 하는데, 이는 우리말 안다미로에서 유래하였다.
소화가 잘되는 고급 프로틴을 함유하고 있어 성장기 어린이, 근육회복이 필요한 사람들에게 좋고, 면역력 강화를 돕는데 매우 효과적이다.

## 제철
한국에서 꼬막이 가장 맛있는 시기는 11월부터 3월 사이이다.